# Хамнёй
Хамнёй (норв. Hamnøy) — заселённый остров в коммуне Москенес в Норвегии.

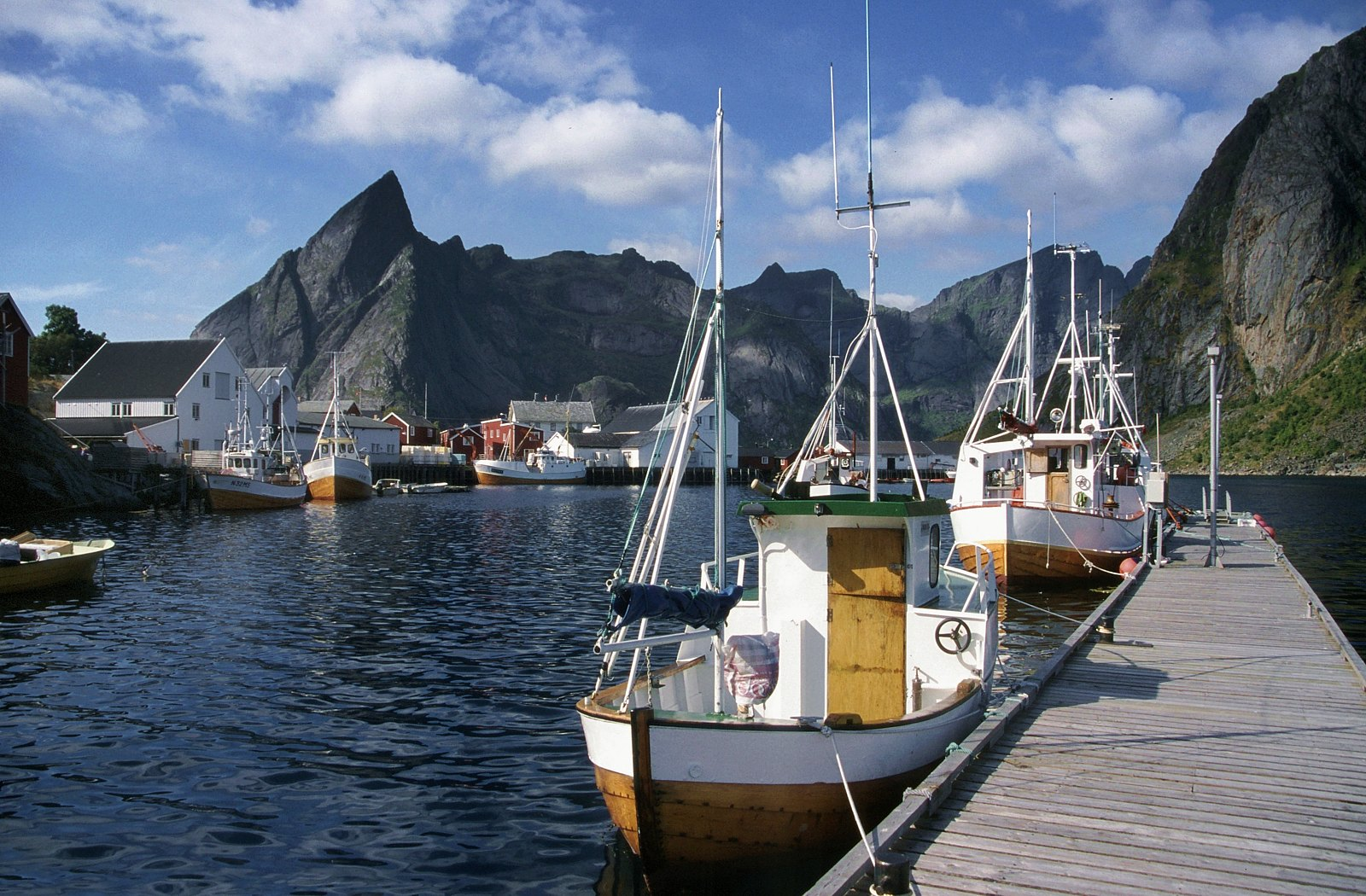
Хамнёй, Лофотен

Хамнёй ранее был связан с деревней Рейне паромным сообщением, а впоследствии, мостом трассы Е10.